# El Cóndor Pasa (노래)
〈스페인어: El Cóndor Pasa〉는 1913년에 페루의 작곡가 다니엘 알로미아 로블레스가 작곡한 자루엘라 엘 코도르 파사의 관현악곡이다.
그 이후로, 전 세계적으로 300개의 가사와 함께 4,000개 이상의 멜로디가 만들어진 것으로 추정되고 있다. 2004년에 페루는 이 노래를 국가 문화 유산의 일부로 선언했다. 이 노래는 현재 페루의 제2의 국가라고 여겨진다.
이 곡은 《Bridge over Troubled Water》 앨범에서 1970년 사이먼 & 가펑클의 표지로 영어권 세계에서 가장 잘 알려진 페루의 노래다. 영어 버전은 〈스페인어: El Cóndor Pasa  (If I Could)〉라고 불린다.

## 사이먼 & 가펑클 버전
1965년, 미국인 음악가 폴 사이먼은 둘 다 참여했던 파리의 파리 에스트 극장에서 밴드 로스 잉카스의 멜로디 버전을 처음으로 들었다. 사이먼은 로스 잉카스 밴드와 친해졌고, 후에 그들과 함께 순회공연을 하고 그들의 첫 번째 미국 앨범을 제작하기도 했다. 그는 그 밴드에 그의 작품에 그 노래를 사용할 수 있도록 허락해 달라고 요청했다. 공동저자이자 심사위원으로 활동했던 이 밴드의 감독이자 창단 멤버인 조르게 밀치버그는 이 곡이 전통적인 페루 작곡이라고 잘못 대답했다. 밀치버그는 사이먼에게 자신이 협정의 공동 저자로 등록되었으며 로열티를 받았다고 말했다.

## 같이 보기
- 안데스콘도르